# Arnold Ridley
Arnold Ridley (7 de enero de 1896 – 12 de marzo de 1984) fue un dramaturgo y actor inglés, conocido por ser el autor de la pieza teatral The Ghost Train, así como por interpretar al soldado Godfrey en la sitcom británica Dad's Army (1968–1977).

## Biografía

### Inicios
Su nombre completo era William Arnold Ridley, y nació en Bath, Inglaterra, siendo sus padres Rosa Caroline Morrish (1870-1956) y William Robert Ridley (1871-1931). Su padre era profesor de gimnasia y poseía una zapatería. Cursó estudios en la Clarendon School y en la Beechen Cliff School, destacando en la práctica deportiva. Graduado por la Universidad de Brístol, encarnó a Hamlet en una producción teatral estudiantil. Además, Ridley se dedicó a la enseñanza en una Escuela Elemental en Brístol.

### Servicio militar
Ridley ya había debutado en el teatro con la obra Prunella, representada en el Teatro Royal de Brístol, cuando se presentó voluntario para servir en el Ejército británico en agosto de 1914, al iniciarse la Primera Guerra Mundial. Fue rechazado a causa de una lesión en un dedo del pie, pero en 1915 fue capaz de alistarse como soldado en el Regimiento de Infantería Ligera Somerset. Durante la guerra entró en combate, siendo herido de consideración. Su mano izquierda quedó muy limitada a causa de las lesiones sufridas en la Batalla del Somme; sus piernas fueron acribilladas por la metralla; recibió una bayonetazo en la ingle; y las secuelas de un culatazo en la cabeza dado por un soldado alemán le hicieron propenso a los desmayos. Fue licenciado por motivos médicos con el empleo de capitán.
Habiendo intentado sin éxito fundar una compañía cinematográfica en los años de entreguerras, Ridley volvió a ingresar en el ejército en 1939, tras el comienzo de la Segunda Guerra Mundial. Fue nombrado teniente segundo, con el número de servicio 103663. Sirvió en la Fuerza Expedicionaria Británica en Francia durante la "guerra de broma", supervisando a los periodistas que visitaban la línea del frente. En mayo de 1940, Ridley volvió a Inglaterra en el destructor HMS Vimiera, el cual fue el último buque británico en abandonar la bahía en el transcurso de la Batalla de Boulogne. Poco después fue licenciado por motivos de salud. El 1 de junio de 1940 renunció a su comisión como capitán, ingresando posteriormente en la Home Guard en Caterham, y en la Entertainments National Service Association, con la cual viajó en gira por el país. Describió sus experiencias en época bélica en el programa radiofónico Desert Island Discs en 1973.

### Carrera interpretativa
Tras su licencia por motivos médicos en 1916, Ridley se dedicó a la interpretación. En 1918 se sumó al Birmingham Repertory Theatre, con el que permaneció dos años, interpretando 40 papeles antes de mudarse a Plymouth, donde él finalmente descansó un tiempo de su actividad teatral por motivos médicos derivados de sus heridas en la guerra. Mientras se recuperaba, trabajó en la zapatería de su padre.
Tras quedarse varado una tarde en la estación de tren Mangotsfield, cerca de Brístol, a Ridley le llegó la inspiración para escribir la obra The Ghost Train (1923). La pieza fue un éxito, disfrutando de 665 representaciones en el circuito de Teatros del West End londinense. La obra fue adaptada al cine en 1931 y en 1941, siendo el protagonista del segundo film Arthur Askey. 
Además de la mencionada, Ridley escribió más de una treintena de obras teatrales, entre ellas The Wrecker (1924), Keepers of Youth (1929), The Flying Fool (1929) y Recipe for Murder (1932).
Durante su servicio militar en la Segunda Guerra Mundial, adaptó la novela de Agatha Christie Peril at End House, estrenando la obra teatral en 1940. Su pieza de posguerra Beggar My Neighbour se estrenó en el año 1951, siendo adaptada al cine por Ealing Comedies con el título Meet Mr. Lucifer (1953).
Ridley siguió trabajando regularmente como actor, con papeles como el que llevó a cabo en la comedia Crooks in Cloisters (1964). Además, fue también actor radiofónico, trabajando en la serie The Archers. Como actor televisivo, uno de sus papeles más conocidos fue el del Rev. Guy Atkins en la serie Crossroads, el cual interpretó desde el comienzo de la serie en 1964 hasta el año 1968. 
Sin embargo, su papel de mayor fama fue el Soldado Godfrey en la comedia televisiva Dad's Army (1968–1977). Ridley continuó actuando pasados los ochenta años de edad, y fue nombrado Oficial de la Orden del Imperio Británico en el año 1982 por su dedicación al teatro.
En los años 1970 había sido director del Leas Pavilion Theatre en Folkestone, escribiendo, dirigiendo y produciendo diferentes obras para la compañía teatral del centro.

### Vida personal
Ridley se casó tres veces. Su primer matrimonio, desde enero de 1926 a 1939, fue con Hilda Cooke, de la cual se divorció. En 1939 volvió a casarse, aunque la unión con su nueva esposa, Isola Strong, fue corta. Su última esposa fue la actriz Althea Parker (1911–2001), con la que se casó el 3 de octubre de 1945. Tuvieron un hijo, Nicolás, nacido en 1947.
Arnold Ridley falleció en un hospital de Hillingdon, Londres, en 1984, a causa de una caída ocurrida en Denville Hall, una residencia para actores retirados. Tenía 88 años de edad. Sus restos fueron incinerados en el Crematorio de Golders Green y su urna enterrada en la tumba de sus padres en el Cementerio Bath Abbey.
Ridley era masón, y pertenecía al Savage Club, en Londres.
Era tío abuelo de la actriz Daisy Ridley, que encarnó a Rey en Star Wars: Episodio VII - El despertar de la Fuerza.

## Obras teatrales
- The Wrecker (1927)
- The Ghost Train (1927)
- Old Leeds (1928)
- Keepers of Youth (1929)
- Third Time Lucky (1932)
- Half a Crown  (1934)
- Recipe for Murder (1936)
- Peril at End House (1945, a partir de la novela de Agatha Christie)
- Easy Money (1948)
- East of Ludgate Hill (1950)
- Murder Happens (1951)
- The Return (1953)
- Mrs Tredruthan's Son (1953)
- Beggar My Neighbour (1953)
- Geranium (1954)
- Tabitha (1956)
- You, My Guests (1956)
- Bellamy (1960)
- Hercule Poirot Strikes (1967, a partir de la novela de Agatha Christie)

## Filmografía

### Actor

#### Cine
- 1949 : The Interrupted Journey, de Daniel Birt
- 1951 : Green Grow the Rushes, de Derek N. Twist
- 1952 : Stolen Face, de Terence Fisher
- 1963 : Wings of Mystery, de Gilbert Gunn
- 1964 : Crooks in Cloisters, de Jeremy Summers
- 1966 : A Man for All Seasons, de Fred Zinnemann
- 1971 : Dad's Army , de Norman Cohen
- 1973 : Carry on Girls, de Gerald Thomas
- 1975 : The Amorous Milkman, de Derren Nesbitt

#### Televisión
- 1951-1954 : BBC Sunday-Night Theatre (2 episodios)
- 1955-1956 : London Playhouse (2 episodios)
- 1956-1958 : ITV Television Playhouse (3 episodios)
- 1958 : The Man Who Sold Death, de Andrew Osborn
- 1958 : Armchair Theatre (1 episodio)
- 1958 : Starr and Company (1 episodio)
- 1958 : White Hunter (1 episodio)
- 1959 : Charlesworth (1 episodio)
- 1959 : Great Expectations (1 episodio)
- 1959 : The Men from Room 13 (1 episodio)
- 1960 : Inside Story (1 episodio)
- 1962 : Brothers in Law (2 episodios)
- 1963 : First Night (1 episodio)
- 1964 : The Human Jungle (1 episodio)
- 1965 : Emergency-Ward 10 (1 episodio)
- 1965 : The Wednesday Thriller (1 episodio)
- 1965 : A Slight Case of... (1 episodio)
- 1966 : The Hunchback of Notre Dame (1 episodio)
- 1966 : Sergeant Cork (1 episodio)
- 1967 : Mrs Thursday (1 episodio)
- 1967 : Los vengadores (1 episodio)
- 1967 : Z Cars (1 episodio)
- 1967 : Coronation Street (1 episodio)
- 1968 : Theatre 625 (1 episodio)
- 1968 : The War of Darkie Pilbeam (1 episodio)
- 1968 : The Caesars (1 episodio)
- 1968-1972 : A Christmas Night with the Stars (2 episodios)
- 1968-1977 : Dad's Army
- 1969 : Out of the Unknown (1 episodio)
- 1969 : The Contenders (1 episodio)
- 1969 : Special Branch (1 episodio)
- 1970 : W. Somerset Maugham (1 episodio)
- 1971 : The Morecambe & Wise Show (1 episodio)
- 1971 : Crossroads (1 episodio)
- 1971 : The Flaxton Boys (1 episodio)
- 1972 : The Persuaders! (1 episodio)
- 1973 : Thriller (1 episodio)

### Como guionista
- 1927 : Der Geisterzug, de Géza von Bolváry (obra original)
- 1929 : The Wrecker, de Géza von Bolváry (obra original)
- 1931 : Third Time Lucky, de Walter Forde (obra original)
- 1931 : The Flying Fool, de Walter Summers (obra original)
- 1931 : The Ghost Train, de Walter Forde (obra original)
- 1931 : Keepers of Youth, de Thomas Bentley (obra original)
- 1933 : Trenul fantoma, de Jean Mihail (obra original)
- 1933 : Kísértetek vonata, de Lajos Lázár (obra original)
- 1934 : Blind Justice, de Bernard Vorhaus (obra original)
- 1934 : Un train dans la nuit, de René Hervil (novela original)
- 1936 : Seven Sinners, de Albert de Courville
- 1936 : Royal Eagle, de George A. Cooper y Arnold Ridley
- 1937 : East of Ludgate Hill, de H. Manning Haynes
- 1937 : The Ghost Train (obra original)
- 1939 : De spooktrein, de Karel Lamač (obra original)
- 1940 : Shadowed Eyes, de Maclean Rogers
- 1941 : The Ghost Train, de Walter Forde (obra original)
- 1948 : Easy Money, de Bernard Knowles (obra original)
- 1953 : Meet Mr. Lucifer, de Anthony Pelissier (obra original)
- 1957 : Der Geisterzug, de Rainer Wolffhardt (obra original)
- 1963 : Der Geisterzug, de Dietrich Haugk (novela original)
- 1966 : Who Killed the Cat?, de Montgomery Tully (obra original)
- 1976 : Spøgelsestoget, de Bent Christensen (obra original)